# Ngemplak (Gebang)
Ngemplak is een bestuurslaag in het regentschap Purworejo van de provincie Midden-Java, Indonesië. Ngemplak telt 985 inwoners (volkstelling 2010).